# 6月うしかい座流星群
6月うしかい座流星群 (June Bootids) は、6月26日から7月2日に見られる放射点がうしかい座にある流星群である。時間あたりの流星出現数は年毎に変動する。
母天体はポンス・ヴィネッケ彗星である。20世紀の初めポンス・ヴィネッケ彗星は木星の重力によって軌道が変えられ地球に近い軌道を持つことになった。これによって、1916年と1921年と1927年には彗星から新たに供給された宇宙塵によって流星数が増加した。その後再び彗星の軌道は遠ざかり、流星雨は見られなくなった。
1998年と2004年に予期されなかった出現が見られ、これは現在のポンス・ヴィネッケ彗星の軌道と異なり、以前に放出された宇宙塵によるものと考えられている。
通常の年、6月うしかい座流星群の天頂1時間流星数は検出できないほど小さいが、1998年には ピーク時には天頂1時間流星数は約100に達し、2004年は約50に達した。